# باسكال تيسترويت
باسكال تيسترويت (بالألمانية: Pascal Testroet)‏ (26 سبتمبر 1990 ببوخولت في ألمانيا - ) هو لاعب كرة قدم ألماني في مركز الهجوم. شارك مع منتخب ألمانيا لكرة القدم تحت 18 سنة ومنتخب ألمانيا تحت 20 سنة لكرة القدم. أما مع النوادي، فقد لعب مع أرمينيا بيليفيلد ودينامو دريسدن وشالكه 04 وفيردر بريمن وكيكرز أوفنباخ ونادي أوسنابروك وفيردر بريمن 2 ‏.

## وصلات خارجية
- باسكال تيسترويت على موقع قاعدة بيانات كرة القدم.إي يو (الإنجليزية)
- باسكال تيسترويت على موقع بيانات كرة القدم. دي إي (الألمانية)
- باسكال تيسترويت على موقع Soccerway.com (الإنجليزية)
- باسكال تيسترويت على موقع عالم كرة القدم.نت (الإنجليزية)